# Indium (111In) imciromab
L'indium (111In) imciromab, il cui nome commerciale era Myoscint, era un anticorpo monoclonale di tipo murino che, opportunamente marcato con l'isotopo radioattivo indio-111 (111In), veniva utilizzato per la diagnostica per immagini cardiologica.
Il target dell'anticorpo è la proteina cardiaca miosina.
La sua commercializzazione è stata sospesa nel 1993 dalla FDA.